# Баб Зувейла

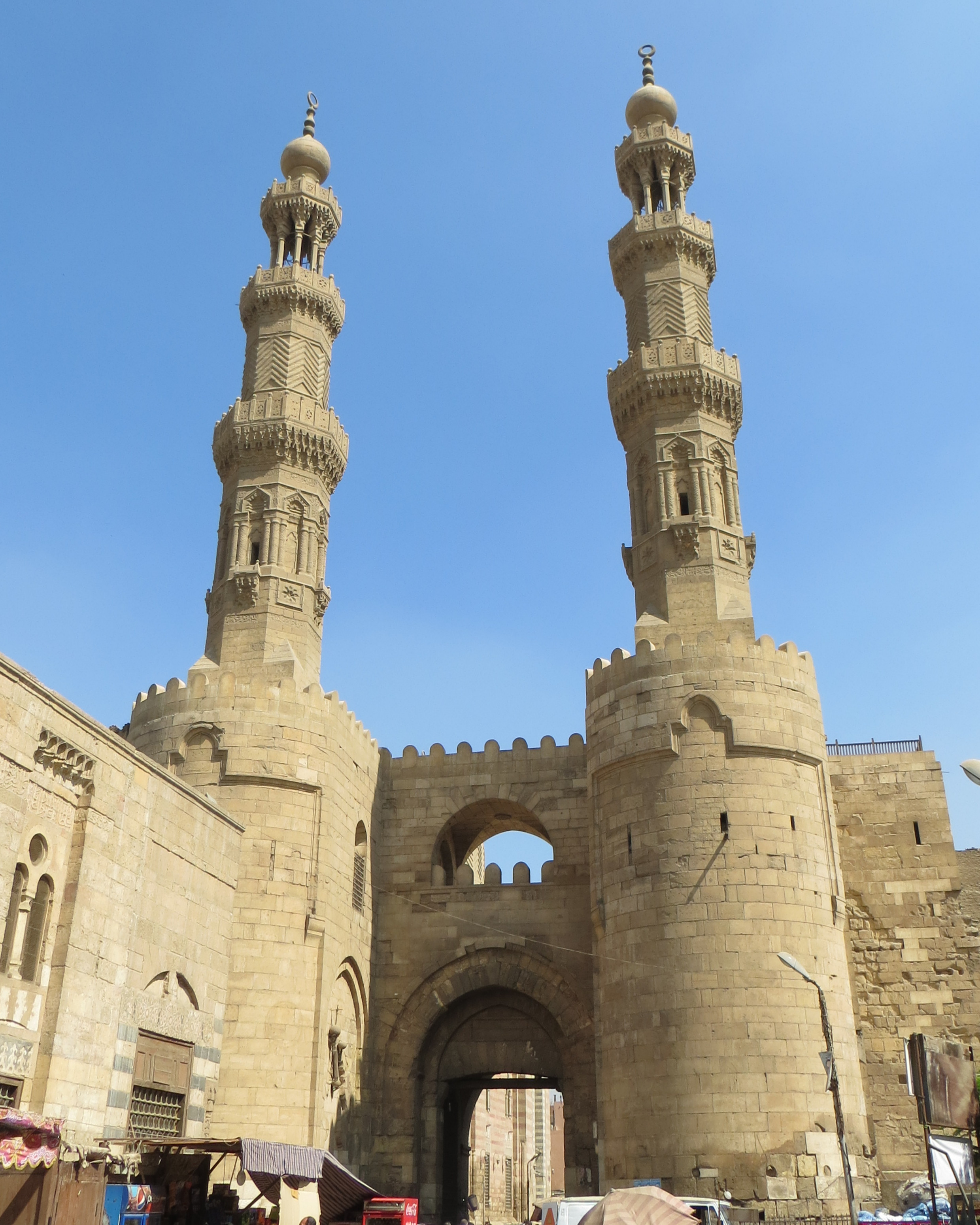
Баб Зувейла

Баб Зувейла (араб. Bab Zuweila) — одні з трьох воріт, що залишилися в стінах Старого міста Каїру, столиці Єгипту. Вони відомі також як Бавабат аль-Мітвалі в османський період, а іноді пишуться Баб Зувайла. Вважаються однією з визначних пам'яток міста і є останньою південною брамою від стін фатимідської архітектури в Каїрі 11-12 ст. 
Його назва походить від Bab, що означає «ворота», і Zuwayla, назва етнічної групи з міста Зувейла в Феццані, з яких набиралися рекрути в армію Фатимідів.  

## Архітектура
Каїр засновано в 969 як королівське місто династії Фатімідів. У 1092 році за візира Бадр аль-Джамалі збудована друга стіна навколо Каїра. Баб Зувейла була південною брамою цієї стіни. Вона має вежі-близнюки (мінарети), до яких можна дістатися через крутий підйом. У більш ранні часи їх використовували для спостереження за військами противника в навколишній сільській місцевості. Наразі з них відкривається один з найкращих видів на Старий Каїр. 
Брамою з північної сторони міста була Баб аль-Футух, яка досі стоїть з північної сторони вулиці Муїца. 

## Використання
Структура також має відому платформу, на якій іноді відбувалися страти, і саме з цього місця султан спостерігав за початком хаджу, щорічного паломництва до Мекки. 
Відрізані голови злочинців виставлялися на стіні брами. 24 вересня 1604 року тут виставили голову убитого новопризначеного султаном губернатора Ібрагім-паші. 1811 року тут на палях були встановлені відрізані голови мамлюків після Цитадельської різанини. 

## Епоха Мамлюків
У 1260 монгольський вождь Хулагу намагався напасти на Єгипет, після того, як він успішно вимусив здатися Дамаск. Хулагу відправив шість гінців до Кутуза в Каїр, вимагаючи його здачі.  
Кутуз відповів убивством шістьох посланців і виставивши їх голови на Баба Зувейлі. Потім він об'єднався з товаришем мамлюком, Байбарсом, щоб захистити іслам від монгольської загрози. Їх об'єднані сили, можливо, 20 000 осіб, рушили на північ, щоб протистояти монгольській армії, яку очолював Кітбука. Зіткнення армій мамлюків і монголів стало відоме як битва при Айн-Джалуті і завершилася перемогою мамлюків. Битва була ключовою для регіону, оскільки тут вперше монголи зазнали поразки. Вона стала поворотним моментом у розширенні їхньої імперії та ефективно встановила їх західний кордон, підтвердивши при цьому мамлюків як домінуючу силу на Близькому Сході та початок кінця присутності монголів у цьому районі. 

## Мечеть аль-Муаяд
На захід від Баба Зувейла було підземелля, де колись тримали ув'язненого Шейха аль-Махмуді. Будучи ще в'язнем, він пообіцяв, що коли-небудь його звільнять і він знищить підземелля, а на його місці збудує мечеть. Зрештою, він був звільнений і став султаном усього Єгипту, під іменем Аль-Муаяд. Вірний своєму слову, він зруйнував старе підземелля і побудував нову мечеть на місці в 1415 році - мечеть султана аль-Муаяда. 

## Читання стін
Ворота Баб Зувайла вижили з 1092 до сьогодення. Нашарування, додані протягом різних періодів, зазвичай відрізняються. "Читати стіну" - це візуально виявити ці відмінності. Різкі зміни стіни, такі як несподіване використання різних матеріалів, різних розмірів або типів каменю, різних розчинів або різних текстур, є візуальними елементами серед багатьох, які складають мову "читання стін". 

## Розкопки
Розкопки, здійснені під час консерваційних робіт, додали розуміння воріт та його околиць. Далі наведено список зроблених відкриттів: 
- Підлога та рампа первісно була викладена повторно використаними фараонськими блоками з 1092 року
- тротуар вулиці додав Аль-Каміль (1218–1238), кінь якого підслизнувся на первісній рампі
- залишки магазинів останніх двох століть та поїлка для тварин, що датується між 1092 та 1415 роками.

## Галерея

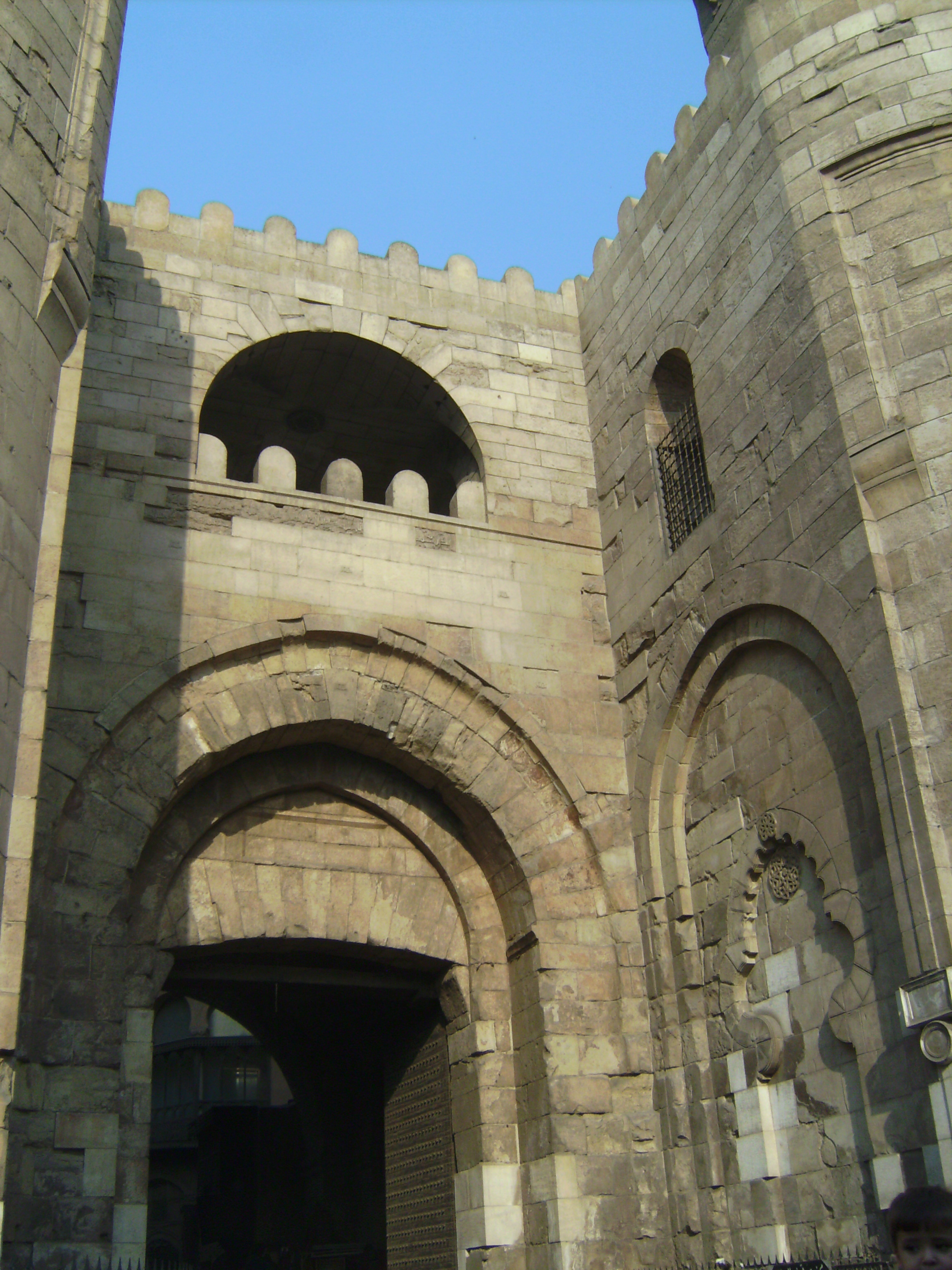
Ворота
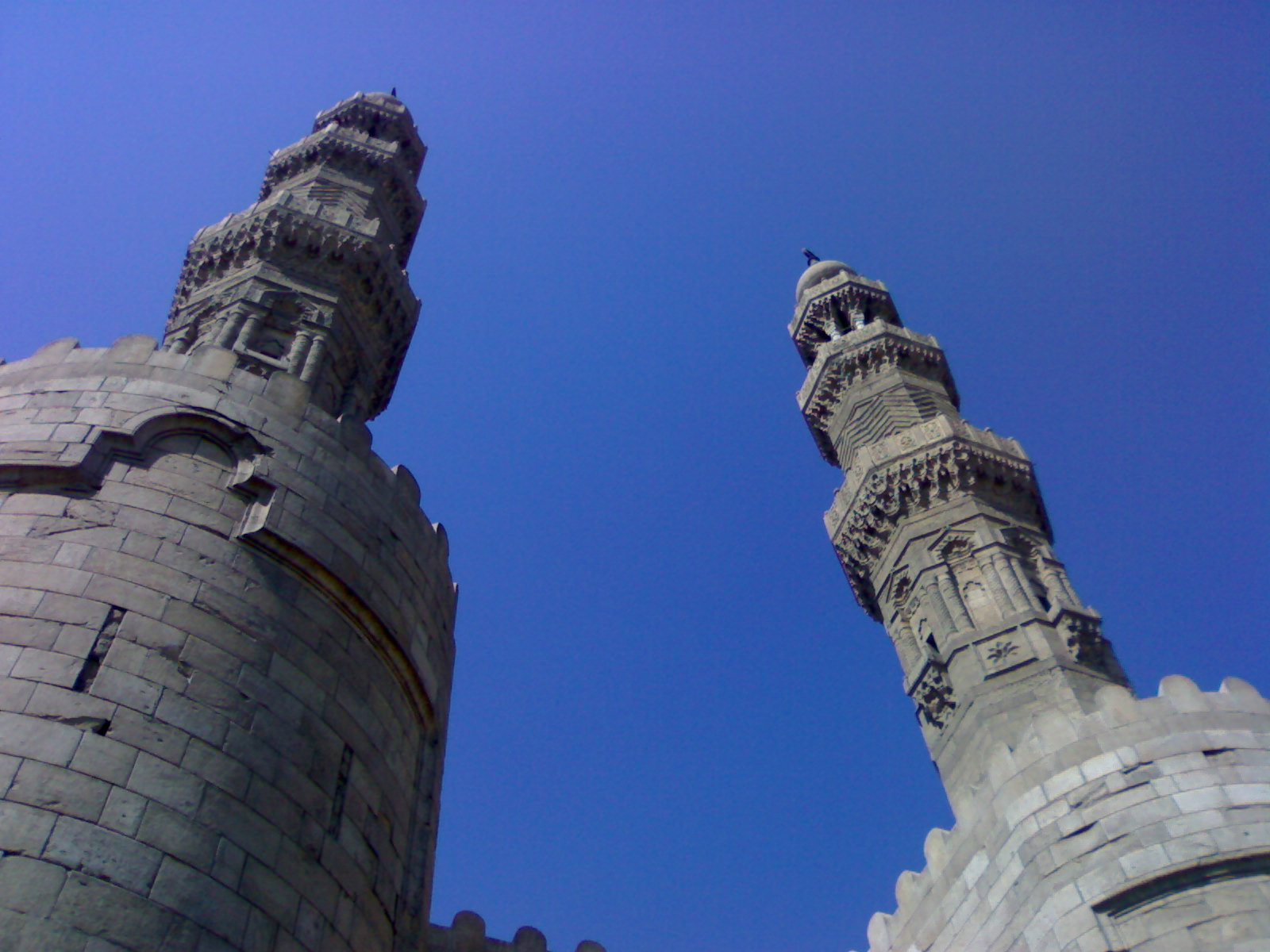
Вежі
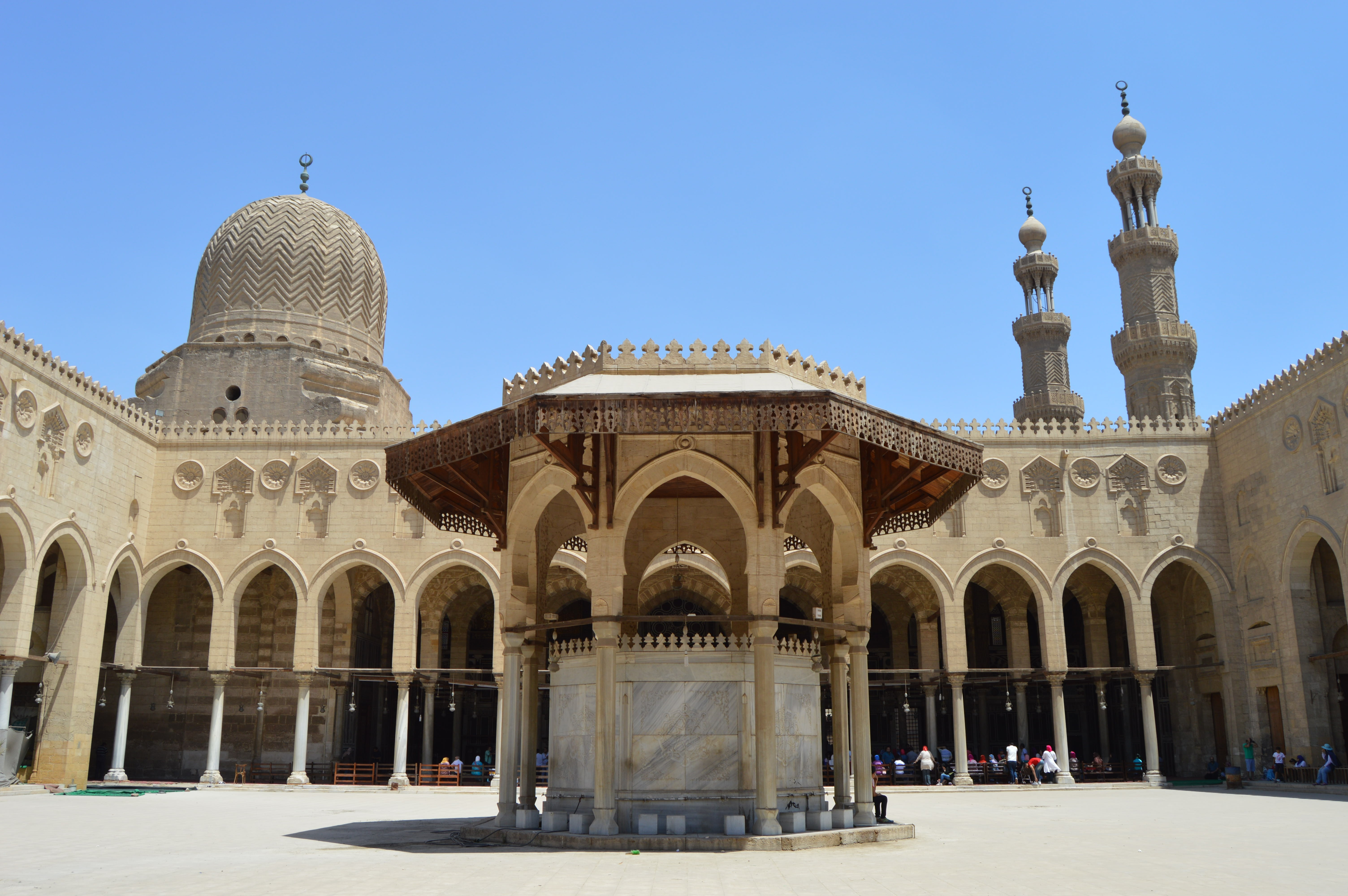
Мечеть Султана аль-Муаяда
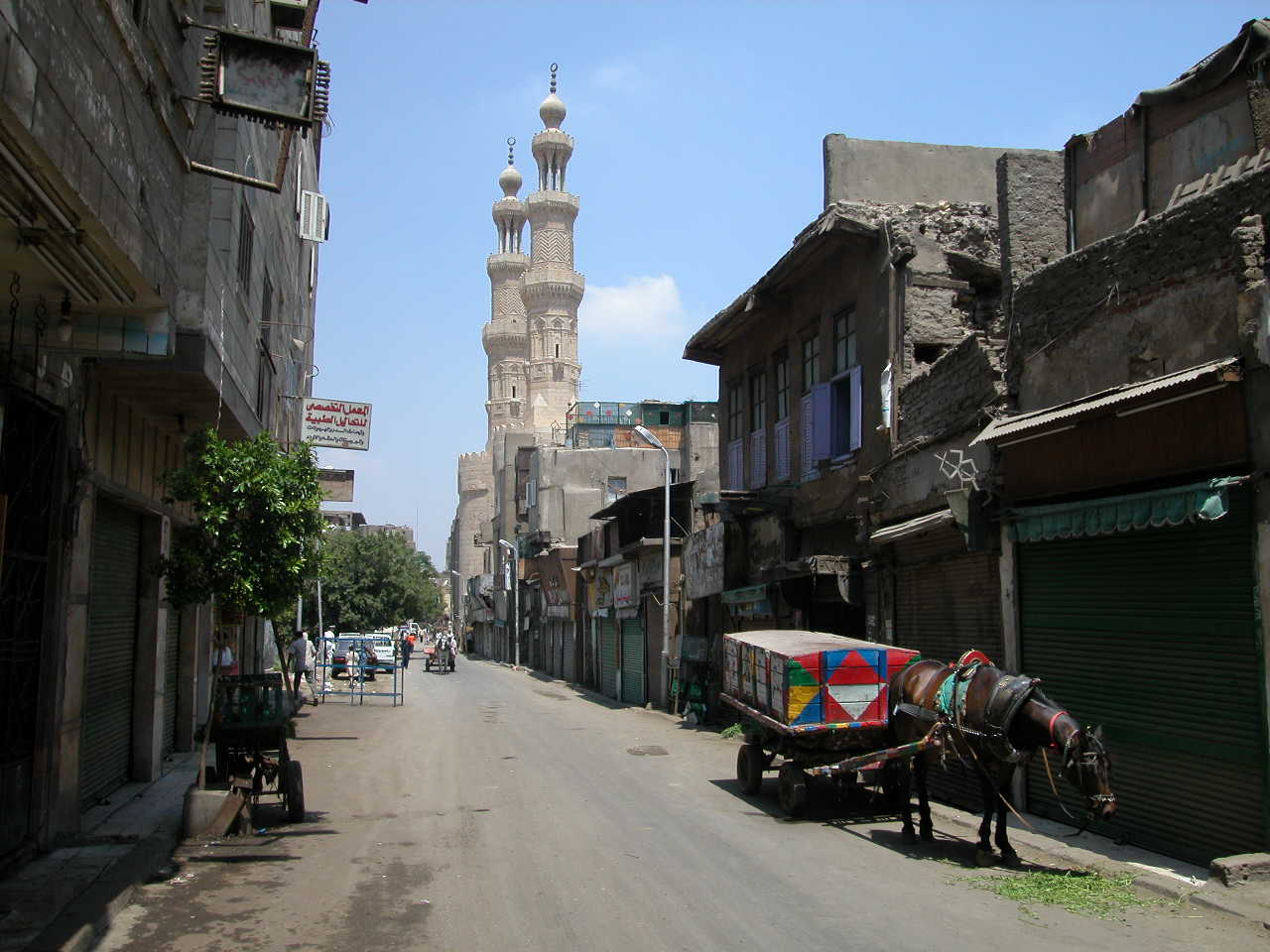
Навколишні будівлі
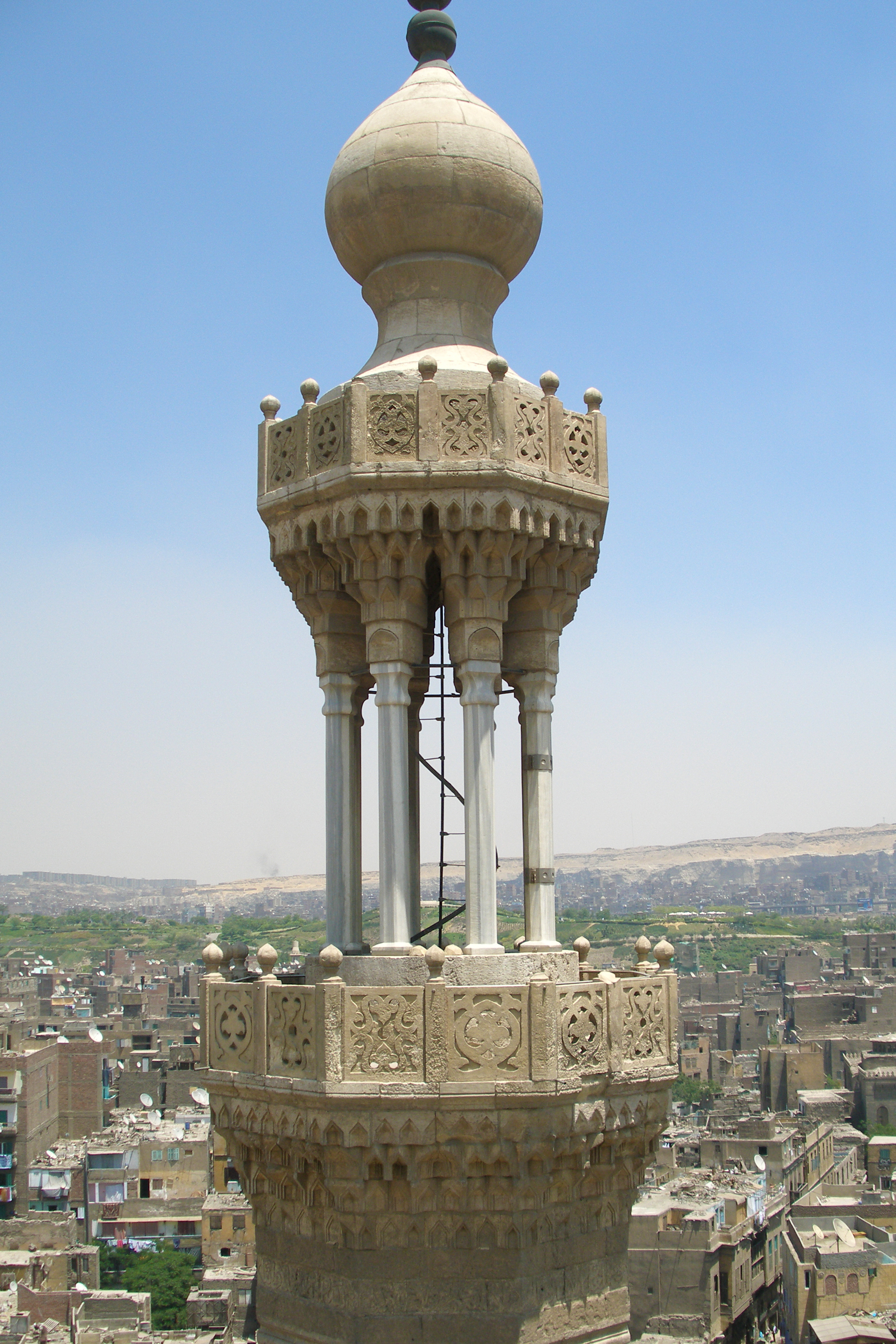
Мінарет
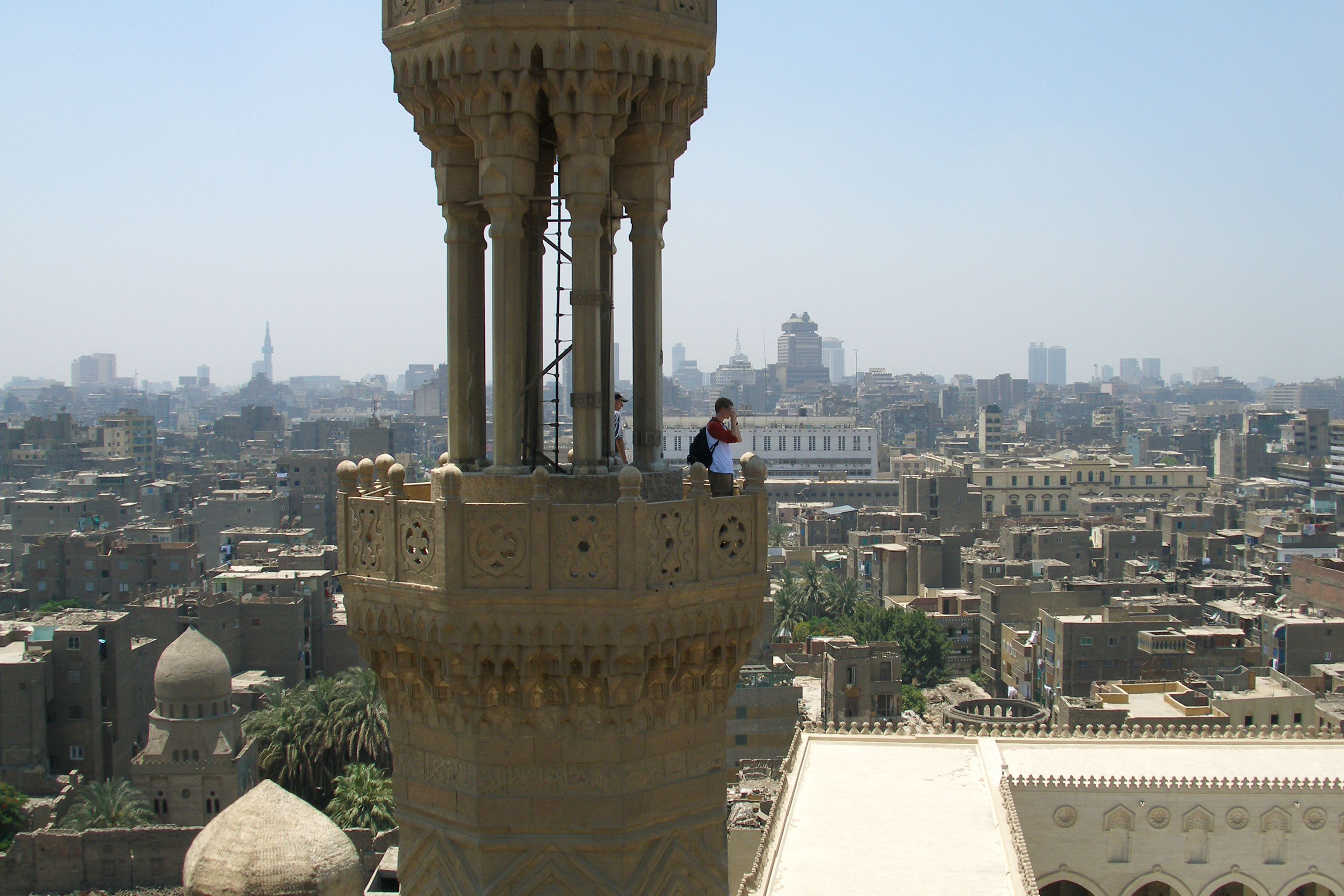
Мінарети

## Дивись також
- Ворота Каїру
- Баб аль-Наср (Каїр)